# Perizoma apicesignata
Perizoma apicesignata är en fjärilsart som beskrevs av Paul Dognin 1913. Perizoma apicesignata ingår i släktet Perizoma och familjen mätare. Inga underarter finns listade i Catalogue of Life.